# Odenas
Odenas är en kommun i departementet Rhône i regionen Auvergne-Rhône-Alpes i östra Frankrike. Kommunen ligger i kantonen Belleville som tillhör arrondissementet Villefranche-sur-Saône. År 2022 hade Odenas 943 invånare.

## Befolkningsutveckling
Antalet invånare i kommunen Odenas
| Referens: INSEE |